# Tobia Senoner
Tobia Senoner (Santa Cristina Valgardena, 23 marzo 1913 – Santa Cristina Valgardena, 27 febbraio 1980) è stato un fondista italiano.

## Biografia
Nato nel 1913, a 22 anni partecipò ai Giochi olimpici di Garmisch-Partenkirchen 1936, nella 50 km, terminando 17º con il tempo di 3h57'16".